# Hochsteuerland
Um ein Hochsteuerland (englisch high-tax country) handelt es sich, wenn die Steuerquote in einem Staat deutlich über dem Durchschnitt der Steuerquoten anderer Staaten liegt. Gegensatz ist das Niedrigsteuerland oder die Steueroase.

## Allgemeines
Die Unterscheidung zwischen Hochsteuerland und Niedrigsteuerland ist notwendig, weil die Steuerlast in allen Staaten teilweise sehr unterschiedlich ist. Dies ist das Ergebnis staatlicher Steuer- und Wirtschaftspolitik, die in einem Hochsteuerland darauf abzielt, die hohe Staatsquote, den teuren Sozialstaat oder hohe Staatsausgaben für öffentliche Güter zu finanzieren. Steuerpflichtige haben im Rahmen der Steuervermeidung durch Wahl ihres Wohn- oder Geschäftssitzes jedoch die Möglichkeit, ihre Steuerpflicht dorthin zu verlagern, wo die niedrigste Steuerlast besteht. Die Personenfreizügigkeit oder Niederlassungsfreiheit ermuntern sie, zwischen den konkurrierenden Steuersystemen zu wählen. Sie nutzen dadurch das internationale Steuergefälle aus, was zum Steuerwettbewerb führen kann. Hierdurch kann es zu Sitzverlagerungen zu Lasten der Hochsteuerländer und zu Gunsten der Niedrigsteuerländer kommen mit der Folge, dass die Steuereinnahmen im Hochsteuerland sinken und im Niedrigsteuerland steigen. Aber auch durch Import von Gütern aus einem Niedrigsteuerland (Importwagen) gehen dem Hochsteuerland Steuern verloren (Umsatzsteuer).

## Messung
Ab welcher Steuer- oder Abgabenquote ein Staat als Hochsteuerland gilt, ist umstritten. Uwe Wagschal kam 2005 zu der Schlussfolgerung, dass Deutschland nicht gerade das Paradebeispiel eines Hochsteuerlandes für Unternehmen sei. „Gleichwohl ist die Besteuerung nicht niedrig. Eine Mittelposition bei der Unternehmensbesteuerung erscheint …realistisch“. Die Einstufung hängt auch davon ab, welche Kennzahlen man zugrunde legt. Je nachdem, ob die nominalen oder realen Steuersätze, die Steuer- oder Abgabenquoten oder auch steuerliche Entlastungen (Abschreibungen, Verlustverrechnung), Subventionen (Steuersubventionen) oder staatliche Zuwendungen an die Steuerpflichtigen (Kindergeld, Zulagen) berücksichtigt werden, gibt es unterschiedliche Ergebnisse.
Das im September 1972 in Kraft getretene Außensteuergesetz (AStG) bietet mit seiner Vermutung eines Niedrigsteuerlandes im Umkehrschluss aus § 2 Abs. 2 Nr. 1 AStG einen wichtigen Anhaltspunkt. Demnach kann von einem Hochsteuerland gesprochen werden, wenn die Steuerlast bei der Einkommensteuer einschließlich tariflicher Freibeträge im Ausland um mehr als ein Drittel höher ist als im Inland. Der rein einkommensteuerliche Bezug kann auch für das gesamte Steueraufkommen gelten.

## Internationale Statistik
Als Hochsteuerländer gelten Staaten mit der höchsten Steuer- oder Abgabenquote europaweit:
| Land         | Steuerquote 2016 in % | Abgabenquote 2016 in % |
| ------------ | --------------------- | ---------------------- |
| Slowenien    | 22,3                  | 37,0                   |
| Luxemburg    | 26,4                  | 37,1                   |
| Deutschland  | 23,4                  | 37,6                   |
| Norwegen     | 24,4                  | 38,0                   |
| Griechenland | 27,6                  | 38,6                   |
| Niederlande  | 24,0                  | 38,8                   |
| Ungarn       | 25,8                  | 39,4                   |
| Österreich   | 27,8                  | 42,7                   |
| Italien      | 29,9                  | 42,9                   |
| Schweden     | 34,5                  | 44,1                   |
| Finnland     | 34,1                  | 44,1                   |
| Belgien      | 30,5                  | 44,2                   |
| Frankreich   | 28,5                  | 45,3                   |
| Dänemark     | 45,9                  | 45,9                   |

Nur in dem absoluten Hochsteuerland Dänemark sind Steuer- und Abgabenquote identisch. Besonders hoch ist die Diskrepanz zwischen Steuer- und Abgabenquote in Slowenien, Luxemburg, Deutschland, Niederlande, Ungarn, Österreich, Italien, Belgien und Frankreich.
Weltweit lag der OECD-Durchschnitt im Jahre 2016 bei einer Steuerquote von 15,3 %, der auch durch außereuropäische Hochsteuerländer wie Neuseeland mit einer Steuerquote von 27,8 % oder Australien (22,4 %) überschritten wurde. Aus diesen unterschiedlichen Steuerquoten kann sich ein internationaler Steuerwettbewerb ergeben.

## Wirtschaftliche Aspekte
Bereits Thomas Robert Malthus schrieb 1821, dass für den von Einkommen lebenden Steuerpflichtigen die „Verminderung der Steuern ein großer Vorteil“ sei. John Maynard Keynes warnte 1936 in seiner Allgemeinen Theorie der Beschäftigung, des Zinses und des Geldes vor einer zu starken Besteuerung der Reichen, weil es diese in die Steuerflucht treiben würde. Ein Trade-off der progressiven Besteuerung besteht darin, dass sie oberhalb einer variablen Schwelle den Leistungswillen der Steuerzahler beeinträchtigt und sie zur Steuerhinterziehung oder Steuerflucht motivieren kann. Insbesondere Einkommens- oder Vermögensmillionäre sind meist sehr mobil und verlagern ihren Wohnsitz ins Ausland.
Auch für multinationale Unternehmen lohnt sich die Ausnutzung des internationalen Steuergefälles. So kann beispielsweise ein Konzernunternehmen im Hochsteuerland Vorleistungen oder Vorleistungsgüter an eine Schwestergesellschaft im Niedrigsteuerland zu künstlich niedrigen Verrechnungspreisen liefern (unter Berücksichtigung des Fremdvergleichsgrundsatzes), wodurch ein überhöhter Gewinn im Niedrigsteuerland und ein zu niedriger Gewinn im Hochsteuerland anfällt. Umgekehrt könnte ein Konzernunternehmen im Hochsteuerland von seiner Schwestergesellschaft im Niedrigsteuerland Vorleistungen zu überhöhten, aber zulässigen Preisen beziehen. Dadurch wird im Niedrigsteuerland ein künstlich erzeugter höherer Gewinn erzielt, während im Hochsteuerland ein zu niedriger Gewinn entsteht.
Die Eigenschaft „Hochsteuerland“ kann ein Nachteil bei der Standortwahl für Unternehmensgründungen sein, weil die Unternehmensbesteuerung ein wichtiger Standortfaktor ist. Alfred Weber zufolge (1909) beeinflussen die drei Standortfaktoren Transportkosten, Arbeitskosten und Agglomerationsvorteile die Standortwahl, wobei die Transportkosten im System von Weber eine zentrale Stellung einnehmen. Sie sind der wichtigste Faktor zur Bestimmung des optimalen Standorts. Das Hochsteuerland muss jedoch nicht notwendigerweise auch ein Hochlohnland sein.
Aus einem Staat mit durchschnittlichem Steuerniveau kann ein Hochsteuerland werden, wenn andere Staaten im Rahmen des Steuerwettbewerbs ihre Steuern senken und der Staat mit durchschnittlichem Steuerniveau keine Anpassungen vornimmt.